# Magda Váňová
Magda Váňová (* 25. října 1954 Chlumec nad Cidlinou) je česká spisovatelka, novinářka a překladatelka.

## Život
Magda Váňová absolvovala gymnázium v Novém Bydžově, kde studovala v letech 1970–1974. Na filozofické fakultě UK v Praze v letech 1974–1979 vystudovala bulharštinu a etnografii, složila i státnice z anglického jazyka. Během studia absolvovala půlroční stáž na univerzitě v Sofii. Po ukončení vysoké školy pracovala v Bulharském kulturním a informačním středisku v Praze. Od roku 1990 se začala věnovat psaní, zpočátku publikovala drobné překlady z angličtiny. V roce 1991 se stala šéfredaktorkou časopisu Boutique, o rok později působila jako tajemnice redakce časopisu Akcie-burza-kapitál.

## Tvorba
Zpočátku se podílela na překladech děl z bulharštiny, slovenštiny a angličtiny, od roku 2000 se věnuje vlastní spisovatelské činnosti. Nejdříve publikovala prózy a povídky časopisecky, od roku 2003 vydala několik románů v nakladatelství Šulc-Švarc. Její romány jako např. Tereza, Zapomeň na minulost, Sestra a sestřička a Když ptáčka lapají, byly vydány již několikrát.

## Dílo

### Překlady
angličtina:
- Pád do temnot (1995)
- Smrtící čtyřhra (1993)
- Smrt ve zpěněné vodě (1993)
- Vražedný úmysl (1993)

bulharština:
- Černé labutě (1984)
- Osud je nevinný vrah (1990)
- Po stopách zmizelých (1982)[3]

### Romány
- Tereza – příběh čtyřicetileté ženy, která se vyhne nástrahám manželského rozchodu po 18 letech
- Past
- Nebýt sám
- Když ptáčka lapají – román o mladém manželství ve zlaté kleci
- Mlsná huba
- Já hlupák (2017)
- Herečka (2015)
- Kukaččí mládě
- Ať myši nepláčou (2012)
- Pavouk v síti
- S tváří beránka – Získat si lásku a důvěru někdy trvá celá léta, ale přijít o ně může člověk během jediného dne

### Novely
- Holčičky
- Babí léto

### Povídky
- Vražda za nezaplacenou lásku[4]